# Carrozzeria BBM
Die Carrozzeria BBM war ein kurzlebiger italienischer Hersteller von Automobilkarosserien in den 1960er-Jahren, der vor allem durch seine Arbeiten für Bizzarrini bekannt wurde.

## Unternehmensgeschichte
BBM wurde 1963 gegründet. Unternehmenssitz war Modena. Gründer waren Franco Bacchelli, Romano Bertolini und Duilio Malagoli. Die Unternehmensbezeichnung ist ein Akronym, das aus den Initialen ihrer Nachnamen zusammengesetzt ist. Alle drei hatten bereits andere Karosseriehersteller geleitet. Bertolini führte in der Nachkriegszeit in Parma die Carrozzeria Bertolini, die Aufbauten für Wettbewerbsfahrzeuge, aber auch für Kleinstwagen (Samca) hergestellt hatte und 1962 zahlungsunfähig geworden war. Bertolini und Bacchelli waren zeitweise über den Modeneser Betrieb Bacchelli e Bertolini miteinander verbunden. Malagoli schließlich war Mitgründer von Fiandri e Malagoli und hatte den Betrieb verlassen, nachdem er keine Aufträge aus der Automobilbranche mehr erhalten hatte. BBM bestand nur drei Jahre lang. 1966 wurde das Unternehmen aufgelöst. Franco Bacchelli gründete 1972 in Bastiglia das Karosseriebauunternehmen Bacchelli e Villa, das seit 1976 als Carrozzeria Autosport firmiert.

### De Tomaso
Der erste Auftrag für BBM kam 1963 von der Carrozzeria Fissore aus Savigliano. BBM konstruierte als Subunternehmer den offenen Prototyp des De Tomaso Vallelunga, der sich stilistisch an der zur gleichen Zeit von Fissore gestalteten geschlossenen Coupéversion orientierte. Das offene Auto wurde als Vallelunga Fissore Spider bekannt. Es ging nicht in die Serienfertigung.

### Bizzarrini

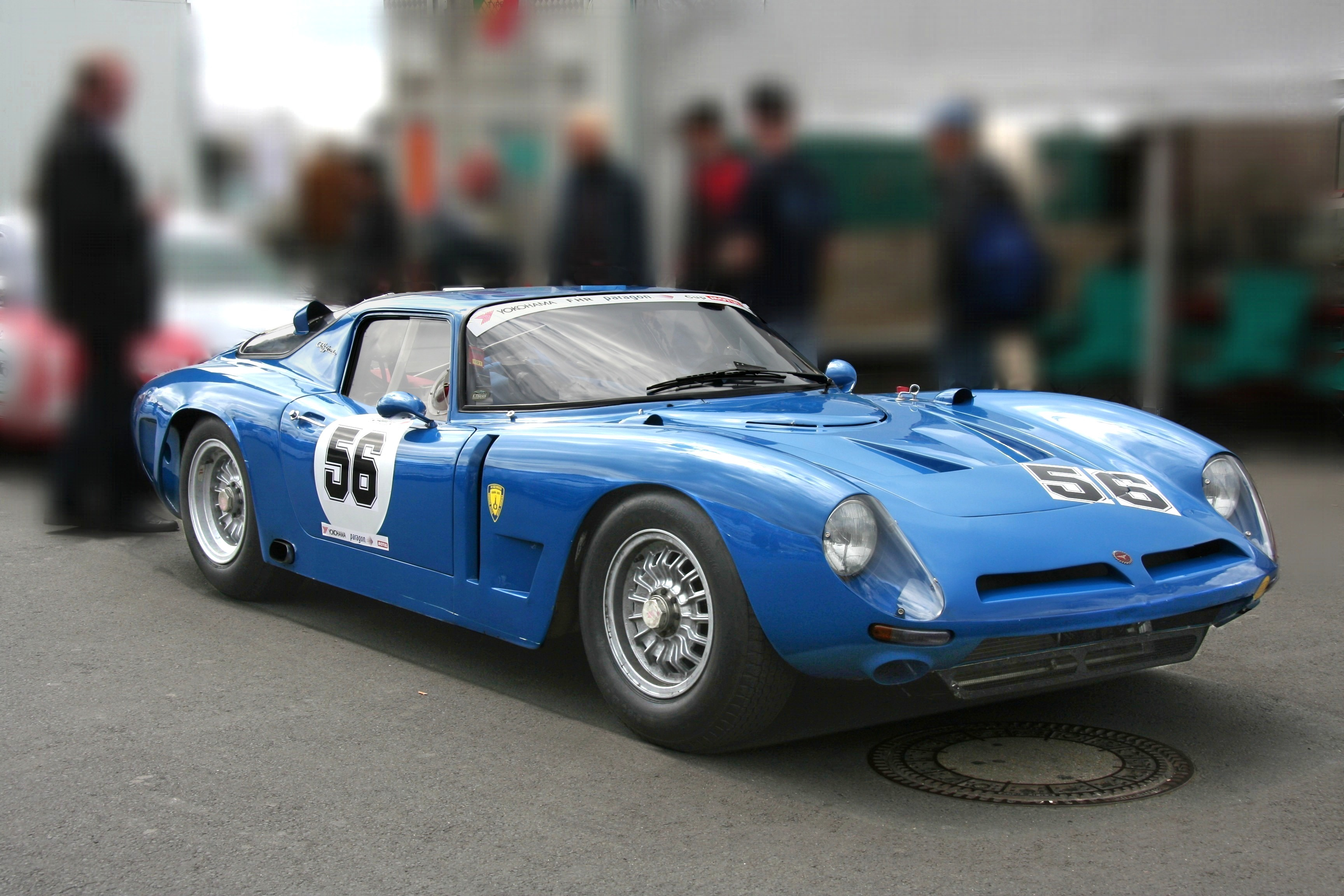
Bizzarrini GT 5300

Ab 1965 war BBM in erster Linie für Bizzarrini tätig. Das anfänglich eng mit Iso Rivolta verbundene Unternehmen Automobili Bizzarrini, das in geringen Stückzahlen den geschlossenen Sportwagen GT 5300 verkaufte, hatte von Beginn an Schwierigkeiten mit seinen Karosserielieferanten. Bis 1965 hatte es seine Aufbauten von der Carrozzeria Sports Cars in Modena bezogen. Bizzarrinis Trennung von Iso im Sommer 1965 führte auch zur Beendigung der Geschäftsbeziehung zur Carrozzeria Sports Cars. Ab Herbst 1965 ließ Bizzarrini die Aluminiumkarosserien stattdessen von BBM fertigen, während die (wenigen) Kunststoffaufbauten bei Vincenzo Catarsi entstanden. BBM fertigte lediglich die Rohkarosserien; die Komplettierung übernahm dagegen Carbondio in Turin. Als BBM 1966 den Betrieb einstellte – möglicherweise weil Bizzarrini die gelieferten Karosserien nicht bezahlen konnte –, übernahm Grosso e Vece in Turin die Herstellung der Rohkarosserien für Bizzarrini. Zeitweise war außerdem Subalpina am Produktionsprozess beteiligt.